# Herman Kahn
Herman Kahn (Bayonne, 15 de fevereiro de 1922 — Chappaqua, 7 de julho de 1983) foi um estrategista militar e teórico da Corporação RAND que ficou conhecido por suas análises sobre as prováveis conseqüências de uma guerra nuclear.
No Brasil ficou famoso por seu projeto de construção de um grande sistema de ligação fluvial, que ligaria os oceanos Atlântico e Pacífico por meio de lagos e canais. Esse sistema cortaria a Floresta Amazônica para se ligar, inclusive, às bacias dos rios da Prata e Paraná. Um dos elementos mais notáveis do projeto era a construção de um lago de 700km² que ficaria na Amazônia e inundaria até mesmo parte da cidade de Manaus.

## Biografía
Nascido em Bayonne, Nova Jérsei, em uma família judia do Bronx, foi morar em Los Angeles após o divórcio dos seus pais. Estudou na Universidade da Califórnia (UCLA), onde se especializou em Física. Durante a Segunda Guerra Mundial trabalhou como telefonista na Birmânia. Com o fim da guerra, voltou para a UCLA, onde concluiu seus estudos. Tentou fazer um doutorado na Caltech, que foi obrigado a abandonar por razões econômicas. Depois de um curto período trabalhando como corretor imobiliário, foi contratado pela Rand Corporation (um think tank fundado pela Força Aérea dos Estados Unidos), por seu amigo Samuel Cohen, o inventor da bomba de nêutrons. Começou a trabalhar com os físicos Edward Teller, John von Neumann, Hans Bethe e com o matemático Albert Wohlstetter, no desenvolvimento da bomba de hidrogênio,  nos Laboratórios Lawrence Livermore.
Deixou a RAND em 1961, para fundar o Hudson Institute, um think tank conservador. Continuou o seu trabalho sobre  teoria estratégica, publicando Think About the Unthinkable e On Escalation.
O maior legado de Herman Kahn foi a sua utilização da teoria dos jogos em estratégias de guerra nuclear. Publicou suas ideias no livro On Thermonuclear War, no qual argumenta que uma guerra nuclear pode ser combatida e ganha. A obra é considerada como uma das pedras angulares da Mutual Assured Destruction (MAD) e suscitou uma ampla variedade de críticas.
Kahn é considerado como fonte de inspiração para o filme de Stanley Kubrick, Dr. Strangelove or  How I Learned to Stop Worrying and Love the Bomb.
Com um grave problema de sobrepeso durante toda a sua vida, Herman Kahn  morreu em consequência de um derrame, em 7 de julho de 1983.

## Teorias da Guerra Fria
As principais contribuições de Kahn foram as diversas estratégias desenvolvidas durante a Guerra Fria para "pensar o impensável", ou seja, a guerra nuclear. Em  1954, durante a administração de Eisenhower, o Secretário de Estado John Foster Dulles apresentou a doutrina ou estratégia nuclear de represália massiva (Massive Retaliation),  também chamada  Doutrina Dulles-Eisenhower, segundo a qual um Estado deve retaliar com muito mais força, no caso de sofrer um ataque. Tal doutrina resultava da percepção de que o Exército Vermelho era muito maior do que o  Exército dos Estados Unidos, e, portanto,  qualquer ataque soviético deveria ser retaliado com um fortíssimo contra-ataque termonuclear. Kahn considerava essa posição insustentável e desestabilizadora.
Em 1960, crescia a  tensão na Guerra Fria. Foi então que Kahn, ainda na RAND Corporation, publicou seu ensaio On Thermonuclear War ('Sobre a Guerra Termonuclear'),  no qual  projeta  um plano de guerra para a era nuclear: como prevenir a guerra - e, se não fosse possível prevenir, como ganhar; e, se não fosse possível ganhar, como sobreviver. A obra se baseia na Teoria dos Jogos aplicada à estratégia de guerra. Para isso Kahn preconizava uma dissuasão adequada, por parte dos Estados Unidos, criando a certeza, entre os soviéticos, de que um ataque aos EUA desencadearia uma reação de maior proporção - a chamada "destruição mútua assegurada" (MAD). Esssa doutrina dominou o pensamento militar e estratégico americano até o fim da Guerra Fria .